# Heaven (cântec de Depeche Mode)
Heaven este o piesă a formației britanice Depeche Mode. Piesa a apărut pe albumul Delta Machine, în 2013.